# 陸軍管区表
陸軍管区表（りくぐんかんくひょう）は、1888年から1945年まで、日本陸軍の管区を公表した法令である。この管区は、平時の担当地域を指すもので、戦時の作戦地域・配置を示すものではない。また1939年までは内地のみで植民地には及ばなかった。1945年の敗戦とともに意義を失ったが、法令としては1946年まで形式的に存続した。
密接に関連する法令として、平時における陸軍の部隊の所在地を記した陸軍常備団隊配備表があった。

## 法令の制定と改廃
陸軍管区表と陸軍常備団隊配備表は、鎮台制を師団制に変更した1888年（明治21年）5月12日に勅令によって制定された。末期の鎮台条例には、地域区分を示した七軍疆域表、部隊を示した七軍管兵備表、部隊の屯営を示した諸兵配備表が付属していた。このうち七軍疆域表を引き継いだのが陸軍管区表、七軍管兵備表と諸兵配備表を結合したのが陸軍常備団隊配備表である。なお、鎮台条例本文を継承した法令は、同日に勅令で制定された師団司令部条例である。陸軍管区表は勅令として制定、改正されたが、1907年（明治40年）から軍令に代わった。改正は勅令第xx号（xxには番号が入る）、あるいは軍令陸xx号、という形で公布された。
陸軍管区表は、府県と郡区市町村によって、管区の範囲を示す。部隊名は記されていないが、どの部隊がどの管区に対応するかは、常備団隊配備表と照らし合わせればおおよそ推定できる。常備団隊配備表は日本陸軍の部隊一覧であるから、軍事情報としての価値を持ち、秘密にされた時期もあった。陸軍管区表は徴兵事務の担当範囲を示すもので、市町村役場まで周知する必要があり、一貫して『官報』で公表された。
1945年（昭和20年）8月の敗戦と陸軍の解体にともない、意義を失った。形式的な廃止は、第一復員省により1946年（昭和21年）3月31日になされた。

## 管区の構造
| 年          | 管区                           |
| ----------- | ------------------------------ |
| 1888 - 1896 | 師管 - 旅管 - 大隊区・警備隊区 |
| 1896 - 1903 | 師管 - 連隊区・警備隊区        |
| 1903 - 1920 | 師管 - 旅管 - 連隊区・警備隊区 |
| 1920 - 1924 | 師管 - 旅管 - 連隊区           |
| 1924 - 1940 | 師管 - 連隊区                  |
| 1940 - 1945 | 軍管区 - 師管 - 連隊区         |
| 1945        | 軍管区 - 師管区 - 連隊区       |

陸軍管区表が示す管区の階層・名称は時代によって異なる。
制定時の1888年（明治21年）には、北海道を除く全国を6つの師管に分割し、各師管に2つの旅管、各旅管に4つの大隊区を置いた。師管は師団、旅管は旅団が管轄するが、連隊には対応する管区がなく、大隊区が大隊区司令部の管轄となった。佐渡島、隠岐島などの主要な島には旅管の下に警備隊区を設けた。
1896年（明治29年）には、7師管のうち6師管を2分するとともに、旅管と大隊区を廃止し、連隊区司令部が管轄する連隊区を設けた。1師管の下には4連隊区が置かれた。師団数を倍増する際に、陸軍は旧制度で1師管・2旅管・8大隊区であった地域に、2師管・8連隊区を置くことにした。この措置により、新しい師管は旧旅管の区割りを、新しい連隊区は旧大隊区の区割りを継承することになった。このときは近衛師団にも師管が割り当てられたが、1899年（明治32年）に廃止され、第1師管が8連隊区を擁することになった。なお、分割されなかったのは1894年（明治27年）に北海道に置かれた第7師管である。
1903年（明治36年）に旅管が復活し、師管と連隊区の間に置かれたが、1924年（大正13年）にまた廃止になった
島に置かれた警備隊区は、1918年（大正7年）6月に沖縄警備隊区が連隊区に換わり、1920年（大正9年）8月に対馬警備隊区が廃止されたことでなくなった。
1939年（昭和14年）8月に、植民地の朝鮮と台湾に兵事区を設け、陸軍管区表に「其ノ二」として表を追加した。従来の内地の表は「其ノ一」となった。兵事区は地区としては内地の連隊区に相当し、連隊区司令部に相当する陸軍兵事部が担当した。兵事区と兵事部は1941年（昭和16年）11月に関東軍支配下の満州にも設けられた。1942年（昭和17年）8月には中国（支那）にも陸軍兵事部が置かれたが、そこでは管区まで法定されなかった。
日中戦争・太平洋戦争が進んで部隊数が激増すると、管区を増やすのではなく、管区と師団・連隊との結びつきを解消する方向で改革が進んだ。まず1940年（昭和15年）8月に、師管の上に軍管区を置くとともに、師管の名を師団番号と一致させる方式をやめ、地名によって名付けることにした。1942年（昭和17年）4月からは、連隊区の範囲を府県と完全に一致させた。これにともない1師管に属する連隊区の数に3から5の幅ができた。そして1945年（昭和20年）4月に師管を師管区と改称し、師団と別に師管区司令部を置いた。

## 管区と部隊の関係
| 管区     | 部隊          | 司令部                    | 司令官                |
| -------- | ------------- | ------------------------- | --------------------- |
| 軍管区   | 軍 軍管区部隊 | 軍司令部 軍管区司令部     | 軍司令官 軍管区司令官 |
| 師管区   | 師管区部隊    | 師管区司令部              | 師管区司令官          |
| 師管     | 師団 留守師団 | 師団司令部 留守師団司令部 | 師団長 留守師団長     |
| 旅管     | 旅団          | 旅団司令部                | 旅団長                |
| 連隊区   | （連隊）      | 連隊区司令部              | 連隊区司令官          |
| 大隊区   | （大隊）      | 大隊区司令部              | 大隊区司令官          |
| 警備隊区 |               | 警備隊区司令部            | 警備隊区司令官        |
| 兵事区   |               | 陸軍兵事部                | 陸軍兵事部長          |

管区と部隊の関係は、司令部による管轄と、徴集兵の配属との両面から見なければならない。

### 司令部と管区の関係
司令部・司令官は管区の警備・防衛を担うとともに、徴兵、後備役・予備役の将兵の召集と部隊編成、後には学校での教練、地域住民との交流をも業務とした。区割り変更の移行期間など特別な事情がある場合には一時的に隣の管区を管轄することもあった。
原則としてすべての管区は一人の司令官が管掌するが、部隊の司令官のすべてが管区を掌るわけではない。
まず、大隊区と連隊区を管掌するのはそれぞれ大隊区司令官（大隊区司令部）・連隊区司令官（連隊区司令部）で、部隊を率いる大隊長（大隊本部）や連隊長（連隊司令部）ではない。
それから、師団と師管の関係は、はじめは師団司令部が師管を管掌する表裏一体の関係であったが、時代が下ると対応関係が緩み、最後の師管区制にいたってまったく関係がなくなった。師団制のはじめ、つまり陸軍管区表制定の当初には、近衛師団を例外として、常備師団はすべて一つの師管を持ち、師管はすべて一つの常備師団に管掌されるという一対一の対応関係があった。この師団が戦争でみずからの師管の外に出ると、残された師管には留守師団が置かれた。徴兵・訓練を続行し、出征部隊に補充を送り、新設の部隊を編成して送り出すのが留守師団の任務である。戦時に臨時に作られる師団は、既存の師管から動員・編成されるので、管掌する師管を持たない。
1915年（大正4年）に朝鮮を衛戍地とする2個師団を置いたとき、徴兵制をとらない朝鮮には師管を設けなかった。こうして師管を持たない常設の師団が生まれた。ただし、朝鮮の師団にも法定されないだけで警備や地域向け業務の担当区域はあった。
その後、日中戦争がはじまった1937年（昭和12年）以降には、師団が多数増設された。それらは臨時のものも常設を予定したものも、既設の師管から動員され、自らの管区を持たなかった。また、新たに設けられた戦車師団、飛行師団など歩兵以外の兵科の師団も管区を持たなかった。こうして、師管を持つ少数の師団と、持たない多数の師団という違いが生まれた。師管を持つ師団も多くは内地を離れ、実際の業務は留守師団が行っていた。こうした変化を受けて、1942年（昭和17年）に連隊区と特定の歩兵連隊との対応関係をなくし、1府県に1連隊区を置くことにした。1945年（昭和20年）4月には、留守師団を師管区部隊と改称し、作戦部隊と管区業務はまったく分離されることになったのである。

### 徴兵と管区の関係
管区の司令官にとってもっとも重要な業務は、徴兵であった。徴兵された兵士は、その管区の部隊に入るのが原則であった。どの範囲でまとめるかは、兵科による違いがあり、歩兵は、大隊区または連隊区を単位として、その区で徴兵された兵士を該当する大隊・連隊に入隊させた。歩兵以外の兵科は、師管を単位として、その師管を管掌する師団配下の部隊にまとめた。師管を持たない近衛師団には、全国の師管から選抜された兵士が送りこまれた。同様に、師団以外の部隊・組織が必要とする人員も、師管が分担した。
師団隷下の部隊を地元の兵士で構成したのは、現役を退いてそれぞれの自宅に住んでいる後備役・予備役の兵士を、戦時に速やかに召集するためであった。全国から歩兵・騎兵を徴集した近衛師団は戦時編成の完結に時間がかかることになるが、それは、天皇の護衛にあたる近衛師団は他師団に遅れて戦場に投入されるだろうという見込みのもとに許されていた。この制度にもとづいて地元出身兵で構成された部隊は、明治末以降、「郷土部隊」「郷土師団」「郷土連隊」などと呼ばれ、郷土部隊応援を通じて陸軍への支持・共感を調達する装置になった。
師管と師団が一対一で対応していた時代には、各師管・各連隊区の間で人口に大きな差が出ないように区割りする必要があった。徴兵検査を受けた者のうち、実際に現役兵となって入営するのは一部にとどまったので、管区の人口が少ないからといって人数が足りなくなるようなことはない。しかし、徴兵率に地域差が生まれるのは好ましくないと考えられていた。地域の不均衡は、師団以外の部隊・組織に出す人数を増減することでも調整できた。それでも、区割り変更によって差を解消する必要が度々生じた。徴兵事務は府県・市町村と大隊区・連隊区の司令部が連絡して行うので、陸軍の管区境界が一般的な行政境界と一致するほうが便利だが、以上のような事情で府県界をまたぐような線引きも少なくなかった。
区割り変更でも対応できなかったのは、人口が少ない北海道を基盤にした第7師団で、日露戦争のとき過半数が関東や東北地方出身の兵士で構成されていた。その後も管区内からの徴兵では定員を充たすことができず、他師管から回された兵卒で補う状態が1930年頃まで続いた。朝鮮の第19・第20師団は発足から最後まで内地の師管に頼った。同様に他師管からの兵員に頼る師団以下の部隊は日中戦争後に激増した。師管持ち師団の比重が小さくなると、不均衡調整に利用できる員数が多くなり、人口格差を気にする必要はおのずとなくなっていった。

## 年表
制定から廃止までを示す。特に記さない限り、年月日は施行の日である。制定日と施行日が離れている場合には、制定日も記す。★を付けたものは、表か付いているもので、たいていは大きな改正である。
- 1888年（明治21年）5月12日 - ★陸軍管区表の制定。勅令第32号[2]。
- 1890年（明治23年）5月19日 - 山口県の赤間関市と豊浦郡を第5師管から第6師管に移管。大隊区レベルの管区変更。勅令第82号[21]。
- 1894年（明治27年）10月16日 - 第7師管をおく。鳴門要塞を第5師管から第4師管に移管。勅令第177号[5]。
- 1895年（明治28年）10月30日 - 函館・江差・福山を第2師管とする特例を廃止。勅令152号[22]。
- 1896年（明治29年）4月1日 - ★13個師管に増加、旅管と大隊区を廃止、連隊区を設置。勅令第24号。陸軍常備団隊配備表廃止。3月14日制定、勅令第25号[3]。
- 1897年（明治30年）4月1日 - ★陸軍管区表改正。前年12月2日制定、明治29年勅令第381号[23]。
- 1898年（明治31年）4月1日 - ★陸軍管区表改正。細かな調整。3月5日制定、勅令第34号[24]。
- 1899年（明治32年）4月1日 - 近衛師管を廃止しその地を第1師管に移す。第1師管は連隊区8個となる。3月15日制定、勅令第53号[4]。
- 1899年（明治32年）5月30日 - 空知郡富良野村を札幌連隊区から旭川連隊区に移す。勅令第220号[25]。
- 1903年（明治36年）2月13日 - ★旅管の復活。勅令第13号[6]。
- 1907年（明治40年）9月17日以降 - ★6個師団増設にともない第13師管～第18師管を設置。9月17日制定、軍令陸第3号。施行日は陸軍大臣が定める[26]。
- 1910年（明治43年）3月12日 - 軍令陸第2号。第7師管の連隊区の区分け変更[27]。
- 1913年（大正2年）7月4日 - 山口県厚狭郡を第5師管から第12師管に移管。市制施行にともなう修正。軍令陸第6号[28]。
- 1913年（大正2年）12月1日。長崎県壱岐郡を第18師管から第12師管に移管。7月4日制定、軍令陸第6号（直前の軍令と同じで施行日が異なる）[28]。
- 1915年（大正4年）9月13日 - 師管・連隊区の境界変更多数。軍令陸第10号[29]。
- 1918年（大正7年）6月1日 - 沖縄警備隊区を廃止し、沖縄連隊区を置く。市制・北海道区制施行。5月29日制定、軍令陸第16号[8]。
- 1920年（大正9年）8月10日 - 師管・連隊区の境界変更多数。対馬警備隊区廃止。8月7日制定、軍令陸第10号[9]。
- 1923年（大正12年）3月31日 - 市制施行にともなう修正。軍令陸第3号[30]。
- 1924年（大正13年）5月5日 - 旅管廃止。第7師管内の境界変更。市制施行にともなう修正。軍令陸第5号[7]。
- 1924年（大正13年）8月1日 - 樺太（南樺太）を第7師管に。5月21日制定、軍令陸第7号[31]。
- 1925年（大正14年）5月1日 - 宇垣軍縮にともなう師管減。3月27日制定、軍令陸第2号[32]。
- 1931年（昭和6年）1月1日 - 佐倉連隊区を千葉連隊区に変更。市制施行にともなう修正。前年12月22日制定、昭和5年軍令陸第5号[33]。
- 1932年（昭和7年）5月20日 - 鯖江連隊区を福井連隊区に変更。市制施行と合併にともなう修正。5月17日制定、軍令陸第3号[34]。
- 1932年（昭和7年）9月29日 - 東京区制・市制施行に伴う修正。軍令陸第5号[35]。
- 1932年10月29日 - 東京区制、北海道支庁の変更にともなう修正。軍令陸第6号[36]。
- 1934年（昭和9年）3月7日 - 市制施行にともなう修正。軍令陸第5号[37]。
- 1937年（昭和12年）7月19日 - 市制施行にともなう修正。軍令陸第4号[38]。
- 1938年（昭和13年）4月7日 - 市制施行にともなう修正。軍令陸第6号[39]。
- 1938年（昭和13年）9月22日 - 市制施行にともなう修正。軍令陸第18号[40]。
- 1939年（昭和14年）7月29日 - ★朝鮮と台湾に兵事区を置く。軍令陸第6号[10]。
- 1940年（昭和15年）1月10日 - 市制施行にともなう修正。軍令陸第1号[41]。
- 1940年（昭和15年）2月28日 - 市制施行にともなう修正。軍令陸第8号[42]。
- 1940年（昭和15年）8月1日 - ★軍管区設置、師管の呼び方を番号から地名に変更。7月24日制定、軍令陸第20号[14]。
- 1941年（昭和15年）4月1日 - ★区割り変更。前年8月21日制定、昭和15年軍令陸第23号[43]。
- 1941年（昭和16年）11月1日 - 朝鮮軍管区・台湾軍管区・関東軍管区の区割り変更。8月5日制定、軍令陸第20号[12]。
- 1942年（昭和17年）4月1日 - ★1府県1連隊区。前年8月5日制定、昭和16年軍令陸第20号[12]。
- 1943年（昭和18年）1月16日 - 市制施行にともなう修正[44]。
- 1943年（昭和18年）6月26日。- 京城師管・羅南師管の廃止。東京府を東京都に、市制施行にともなう修正。軍令陸第15号[45]。
- 1943年（昭和18年）8月1日 - ★朝鮮で兵事区を増やす。3月24日制定、軍令陸第11号[46]。
- 1944年（昭和19年）3月25日 - 弘前師管を北部軍管区から東部軍管区に移す。軍令陸第3号[47]。
- 1944年（昭和19年）6月16日 - 8月1日施行予定の台湾の兵事区分割境界を修正。軍令第12号。　 善通寺師管を西部軍管区から中部軍管区に移す。軍令陸第13号[48]。
- 1944年（昭和19年）8月1日 - ★台湾の兵事区を増やす。3月25日制定、軍令陸第3号[47]。
- 1945年（昭和20年）2月11日 - ★姫路師管を廃止し、長野師管を新設。軍管区の増加と師管・連隊区の所属変更。1月22日制定、軍令陸第1号。[49]　軍司令部・軍司令官を軍管区司令部・軍管区司令官に改称。2月9日制定、軍令陸第2号[15]。
- 1945年（昭和20年）4月1日 - ★師管を師管区に改め、師管区司令部を設ける。朝鮮にも師管区を置く。2月9日制定、軍令陸第2号[15]。
- 1945年（昭和20年）3月24日 - 2月11日の軍管区変更にともなう動員等の行政の施行を4月1日に延期。長野師管区については軍事関連も同日に延期。軍令陸第6号[50]。
- 1945年（昭和20年）6月20日 - ★広島師管区を中国軍管区に、善通寺師管区を四国軍管区に転換。軍令陸第17号[51]。
- 1946年（昭和21年）3月31日 - 廃止。一復省達第4号[1]。

## 変遷
※管轄地域については省略

### 1888年
| 師管 | 旅管 | 大隊区 | 警備隊区 |     | 師管 | 旅管   | 大隊区 | 警備隊区 |
| ---- | ---- | ------ | -------- | --- | ---- | ------ | ------ | -------- |
| 第1  | 第1  | 麻布   |          | 第4 | 第7  | 大阪   |        |          |
| 第1  | 第1  | 横浜   |          | 第4 | 第7  | 和歌山 |        |          |
| 第1  | 第1  | 高崎   |          | 第4 | 第7  | 大津   |        |          |
| 第1  | 第1  | 長野   |          | 第4 | 第7  | 京都   |        |          |
| 第1  | 第1  |        | 小笠原島 | 第4 | 第8  | 姫路   |        |          |
| 第1  | 第2  | 佐倉   |          | 第4 | 第8  | 岡山   |        |          |
| 第1  | 第2  | 水戸   |          | 第4 | 第8  | 神戸   |        |          |
| 第1  | 第2  | 本郷   |          | 第4 | 第8  | 宮津   |        |          |
| 第1  | 第2  | 宇都宮 |          | 第5 | 第9  | 広島   |        |          |
| 第2  | 第3  | 仙台   |          | 第5 | 第9  | 尾ノ道 |        |          |
| 第2  | 第3  | 福島   |          | 第5 | 第9  | 山口   |        |          |
| 第2  | 第3  | 新発田 |          | 第5 | 第9  | 松江   |        |          |
| 第2  | 第3  | 柏崎   |          | 第5 | 第9  |        | 隠岐   |          |
| 第2  | 第3  |        | 佐渡     | 第5 | 第10 | 丸亀   |        |          |
| 第2  | 第4  | 青森   |          | 第5 | 第10 | 徳島   |        |          |
| 第2  | 第4  | 盛岡   |          | 第5 | 第10 | 松山   |        |          |
| 第2  | 第4  | 秋田   |          | 第5 | 第10 | 高知   |        |          |
| 第2  | 第4  | 山形   |          | 第6 | 第11 | 熊本   |        |          |
| 第3  | 第5  | 名古屋 |          | 第6 | 第11 | 宮崎   |        |          |
| 第3  | 第5  | 津     |          | 第6 | 第11 | 八代   |        |          |
| 第3  | 第5  | 豊橋   |          | 第6 | 第11 | 鹿児島 |        |          |
| 第3  | 第5  | 静岡   |          | 第6 | 第11 |        | 大島   |          |
| 第3  | 第6  | 金沢   |          | 第6 | 第11 |        | 沖縄   |          |
| 第3  | 第6  | 富山   |          | 第6 | 第12 | 小倉   |        |          |
| 第3  | 第6  | 岐阜   |          | 第6 | 第12 | 佐賀   |        |          |
| 第3  | 第6  | 福井   |          | 第6 | 第12 | 福岡   |        |          |
|      |      |        |          | 第6 | 第12 | 長崎   |        |          |
|      | 五島 |        |          | 第6 | 第12 |        |        |          |
|      | 対馬 |        |          | 第6 | 第12 |        |        |          |

### 1896年
近衛師管は1896年勅令二十四號で廃止し連隊区は第1師管に。
| 近衛 | 本郷   |          | 第5 | 広島   |      | 第9  | 金沢   |  |
| 近衛 | 宇都宮 |          | 第5 | 尾道   |      | 第9  | 富山   |  |
| 近衛 | 佐倉   |          | 第5 | 山口   |      | 第9  | 敦賀   |  |
| 近衛 | 水戸   |          | 第5 | 浜田   |      | 第9  | 岐阜   |  |
| 第1  | 麻布   |          | 第5 |        | 隠岐 | 第10 | 福知山 |  |
| 第1  | 横浜   |          | 第6 | 熊本   |      | 第10 | 神戸   |  |
| 第1  | 高崎   |          | 第6 | 大村   |      | 第10 | 姫路   |  |
| 第1  | 長野   |          | 第6 | 鹿児島 |      | 第10 | 岡山   |  |
| 第1  |        | 小笠原島 | 第6 | 宮崎   |      | 第11 | 丸亀   |  |
| 第2  | 仙台   |          | 第6 |        | 大島 | 第11 | 徳島   |  |
| 第2  | 福島   |          | 第6 |        | 沖縄 | 第11 | 松山   |  |
| 第2  | 新発田 |          | 第6 |        | 五島 | 第11 | 高知   |  |
| 第2  | 柏崎   |          | 第6 |        | 対馬 | 第12 | 小倉   |  |
| 第2  |        | 佐渡     | 第7 | 札幌   |      | 第12 | 大分   |  |
| 第3  | 名古屋 |          | 第7 | 函館   |      | 第12 | 久留米 |  |
| 第3  | 津     |          | 第7 | 根室   |      | 第12 | 佐賀   |  |
| 第3  | 豊橋   |          | 第7 | 十勝   |      |      |        |  |
| 第3  | 静岡   |          | 第8 | 弘前   |      |      |        |  |
| 第4  | 大阪   |          | 第8 | 盛岡   |      |      |        |  |
| 第4  | 和歌山 |          | 第8 | 秋田   |      |      |        |  |
| 第4  | 大津   |          | 第8 | 山形   |      |      |        |  |
| 第4  | 京都   |          |     |        |      |      |        |  |

### 1907年
| 第1 | 第1  | 麻布   |      | 第7  | 第13 | 札幌   |      | 第13 | 第15 | 新発田 |  |
| 第1 | 第1  | 甲府   |      | 第7  | 第13 | 函館   |      | 第13 | 第15 | 村松   |  |
| 第1 | 第2  | 本郷   |      | 第7  | 第14 | 釧路   |      | 第13 | 第26 | 松本   |  |
| 第1 | 第2  | 佐倉   |      | 第7  | 第14 | 旭川   |      | 第13 | 第26 | 高田   |  |
| 第2 | 第3  | 福島   |      | 第8  | 第4  | 青森   |      | 第14 | 第27 | 水戸   |  |
| 第2 | 第3  | 若松   |      | 第8  | 第4  | 盛岡   |      | 第14 | 第27 | 宇都宮 |  |
| 第2 | 第25 | 仙台   |      | 第8  | 第16 | 秋田   |      | 第14 | 第28 | 高崎   |  |
| 第2 | 第25 | 山形   |      | 第8  | 第16 | 弘前   |      | 第14 | 第28 | 熊谷   |  |
| 第3 | 第5  | 名古屋 |      | 第9  | 第6  | 金沢   |      | 第15 | 第17 | 豊橋   |  |
| 第3 | 第5  | 岐阜   |      | 第9  | 第6  | 鯖江   |      | 第15 | 第17 | 飯田   |  |
| 第3 | 第30 | 桑名   |      | 第9  | 第31 | 高岡   |      | 第15 | 第29 | 静岡   |  |
| 第3 | 第30 | 津     |      | 第9  | 第31 | 富山   |      | 第15 | 第29 | 浜松   |  |
| 第4 | 第7  | 大阪   |      | 第10 | 第8  | 姫路   |      | 第16 | 第18 | 大津   |  |
| 第4 | 第7  | 篠山   |      | 第10 | 第8  | 鳥取   |      | 第16 | 第18 | 敦賀   |  |
| 第4 | 第32 | 堺     |      | 第10 | 第22 | 福知山 |      | 第16 | 第19 | 京都   |  |
| 第4 | 第32 | 和歌山 |      | 第10 | 第22 | 神戸   |      | 第16 | 第19 | 奈良   |  |
| 第5 | 第9  | 広島   |      | 第11 | 第10 | 丸亀   |      | 第17 | 第33 | 福山   |  |
| 第5 | 第9  | 松山   |      | 第11 | 第10 | 徳島   |      | 第17 | 第33 | 岡山   |  |
| 第5 | 第21 | 山口   |      | 第11 | 第22 | 善通寺 |      | 第17 | 第34 | 浜田   |  |
| 第5 | 第21 | 岩国   |      | 第11 | 第22 | 高知   |      | 第17 | 第34 | 松江   |  |
| 第6 | 第11 | 熊本   |      | 第12 | 第12 | 中津   |      | 第18 | 第23 | 大村   |  |
| 第6 | 第11 | 八代   |      | 第12 | 第12 | 大分   |      | 第18 | 第23 | 佐賀   |  |
| 第6 | 第11 |        | 沖縄 | 第12 | 第35 | 小倉   |      | 第18 | 第24 | 久留米 |  |
| 第6 | 第36 | 鹿児島 |      | 第12 | 第35 | 福岡   |      | 第18 | 第24 | 高瀬   |  |
| 第6 | 第36 | 都城   |      | 第12 |      |        | 対馬 |      |      |        |  |

### 1925年
| 第1 | 麻布   | 第4 | 大阪   | 第7 | 札幌 | 第10 | 姫路   | 第14 | 水戸   |
| 第1 | 甲府   | 第4 | 神戸   | 第7 | 函館 | 第10 | 鳥取   | 第14 | 宇都宮 |
| 第1 | 本郷   | 第4 | 堺     | 第7 | 釧路 | 第10 | 岡山   | 第14 | 高崎   |
| 第1 | 佐倉   | 第4 | 和歌山 | 第7 | 旭川 | 第10 | 松江   | 第14 | 松本   |
| 第2 | 仙台   | 第5 | 広島   | 第8 | 青森 | 第11 | 丸亀   | 第16 | 京都   |
| 第2 | 福島   | 第5 | 福山   | 第8 | 盛岡 | 第11 | 松山   | 第16 | 福知山 |
| 第2 | 新発田 | 第5 | 浜田   | 第8 | 秋田 | 第11 | 徳島   | 第16 | 津     |
| 第2 | 高田   | 第5 | 山口   | 第8 | 山形 | 第11 | 高知   | 第16 | 奈良   |
| 第3 | 名古屋 | 第6 | 熊本   | 第9 | 金沢 | 第12 | 小倉   |      |        |
| 第3 | 岐阜   | 第6 | 大分   | 第9 | 富山 | 第12 | 福岡   |      |        |
| 第3 | 豊橋   | 第6 | 都城   | 第9 | 敦賀 | 第12 | 大村   |      |        |
| 第3 | 静岡   | 第6 | 鹿児島 | 第9 | 鯖江 | 第12 | 久留米 |      |        |
|     |        | 第6 | 沖縄   |     |      |      |        |      |        |

### 1940年
| 東部 | 東京   | 麻布   | 中部 | 名古屋 | 名古屋 | 西部 | 広島   | 広島   | 北部 | 旭川 | 札幌 |
| 東部 | 東京   | 甲府   | 中部 | 名古屋 | 岐阜   | 西部 | 広島   | 福山   | 北部 | 旭川 | 函館 |
| 東部 | 東京   | 本郷   | 中部 | 名古屋 | 豊橋   | 西部 | 広島   | 浜田   | 北部 | 旭川 | 釧路 |
| 東部 | 東京   | 千葉   | 中部 | 名古屋 | 静岡   | 西部 | 広島   | 山口   | 北部 | 旭川 | 旭川 |
| 東部 | 宇都宮 | 水戸   | 中部 | 京都   | 京都   | 西部 | 善通寺 | 丸亀   | 北部 | 旭川 | 豊原 |
| 東部 | 宇都宮 | 宇都宮 | 中部 | 京都   | 福知山 | 西部 | 善通寺 | 松山   | 北部 | 弘前 | 青森 |
| 東部 | 宇都宮 | 高崎   | 中部 | 京都   | 津     | 西部 | 善通寺 | 徳島   | 北部 | 弘前 | 盛岡 |
| 東部 | 宇都宮 | 松本   | 中部 | 京都   | 奈良   | 西部 | 善通寺 | 高知   | 北部 | 弘前 | 秋田 |
| 東部 | 仙台   | 仙台   | 中部 | 大阪   | 大阪   | 西部 | 熊本   | 熊本   | 北部 | 弘前 | 山形 |
| 東部 | 仙台   | 福島   | 中部 | 大阪   | 神戸   | 西部 | 熊本   | 大分   |      |      |      |
| 東部 | 仙台   | 新発田 | 中部 | 大阪   | 堺     | 西部 | 熊本   | 都城   |      |      |      |
| 東部 | 仙台   | 高田   | 中部 | 大阪   | 和歌山 | 西部 | 熊本   | 鹿児島 |      |      |      |
| 東部 | 金沢   | 金沢   | 中部 | 姫路   | 姫路   | 西部 | 熊本   | 沖縄   |      |      |      |
| 東部 | 金沢   | 富山   | 中部 | 姫路   | 鳥取   | 西部 | 久留米 | 小倉   |      |      |      |
| 東部 | 金沢   | 敦賀   | 中部 | 姫路   | 岡山   | 西部 | 久留米 | 福岡   |      |      |      |
| 東部 | 金沢   | 鯖江   | 中部 | 姫路   | 松江   | 西部 | 久留米 | 大村   |      |      |      |
|      |        |        |      |        |        | 西部 | 久留米 | 久留米 |      |      |      |

### 1941年
| 東部 | 東京   | 東京   | 中部 | 名古屋 | 名古屋 | 西部 | 広島   | 広島   | 北部 | 旭川 | 旭川 |
| 東部 | 東京   | 甲府   | 中部 | 名古屋 | 岐阜   | 西部 | 広島   | 松江   | 北部 | 旭川 | 札幌 |
| 東部 | 東京   | 横浜   | 中部 | 名古屋 | 静岡   | 西部 | 広島   | 山口   | 北部 | 旭川 | 函館 |
| 東部 | 東京   | 浦和   | 中部 | 京都   | 京都   | 西部 | 善通寺 | 高松   | 北部 | 旭川 | 釧路 |
| 東部 | 東京   | 千葉   | 中部 | 京都   | 大津   | 西部 | 善通寺 | 徳島   | 北部 | 旭川 | 豊原 |
| 東部 | 宇都宮 | 水戸   | 中部 | 京都   | 津     | 西部 | 善通寺 | 松山   | 北部 | 弘前 | 青森 |
| 東部 | 宇都宮 | 宇都宮 | 中部 | 京都   | 福井   | 西部 | 善通寺 | 高知   | 北部 | 弘前 | 盛岡 |
| 東部 | 宇都宮 | 前橋   | 中部 | 大阪   | 大阪   | 西部 | 熊本   | 熊本   | 北部 | 弘前 | 秋田 |
| 東部 | 仙台   | 仙台   | 中部 | 大阪   | 奈良   | 西部 | 熊本   | 大分   | 北部 | 弘前 | 山形 |
| 東部 | 仙台   | 福島   | 中部 | 大阪   | 和歌山 | 西部 | 熊本   | 宮崎   |      |      |      |
| 東部 | 仙台   | 新潟   | 中部 | 姫路   | 神戸   | 西部 | 熊本   | 鹿児島 |      |      |      |
| 東部 | 金沢   | 金沢   | 中部 | 姫路   | 岡山   | 西部 | 熊本   | 沖縄   |      |      |      |
| 東部 | 金沢   | 富山   | 中部 | 姫路   | 鳥取   | 西部 | 久留米 | 福岡   |      |      |      |
| 東部 | 金沢   | 長野   |      |        |        | 西部 | 久留米 | 佐賀   |      |      |      |
|      |        |        | 長崎 |        |        | 西部 | 久留米 |        |      |      |      |

### 1945年
| 北部   | 旭川   | 旭川   | 東部 | 東京   | 東京   | 中部 | 京都 | 京都   | 西部 | 熊本   | 熊本   |
| 北部   | 旭川   | 札幌   | 東部 | 東京   | 甲府   | 中部 | 京都 | 大津   | 西部 | 熊本   | 大分   |
| 北部   | 旭川   | 函館   | 東部 | 東京   | 横浜   | 中部 | 京都 | 福井   | 西部 | 熊本   | 宮崎   |
| 北部   | 旭川   | 釧路   | 東部 | 東京   | 浦和   | 中部 | 大阪 | 大阪   | 西部 | 熊本   | 鹿児島 |
| 北部   | 旭川   | 豊原   | 東部 | 東京   | 千葉   | 中部 | 大阪 | 奈良   | 西部 | 熊本   | 沖縄   |
| 東北   | 弘前   | 青森   | 東部 | 宇都宮 | 水戸   | 中部 | 大阪 | 和歌山 | 西部 | 久留米 | 福岡   |
| 東北   | 弘前   | 盛岡   | 東部 | 宇都宮 | 宇都宮 | 中部 | 大阪 | 神戸   | 西部 | 久留米 | 佐賀   |
| 東北   | 弘前   | 秋田   | 東部 | 宇都宮 | 前橋   | 中部 | 広島 | 岡山   | 西部 | 久留米 | 長崎   |
| 東北   | 仙台   | 仙台   | 東部 | 長野   | 新潟   | 中部 | 広島 | 鳥取   |      |        |        |
| 東北   | 仙台   | 山形   | 東部 | 長野   | 長野   | 中部 | 広島 | 広島   |      |        |        |
| 東北   | 仙台   | 福島   | 東海 | 金沢   | 金沢   | 中部 | 広島 | 松江   |      |        |        |
|        |        |        | 東海 | 金沢   | 富山   | 中部 | 広島 | 山口   |      |        |        |
| 名古屋 | 名古屋 | 善通寺 | 東海 | 高松   |        | 中部 |      |        |      |        |        |
| 名古屋 | 岐阜   | 善通寺 | 東海 | 徳島   |        | 中部 |      |        |      |        |        |
| 名古屋 | 静岡   | 善通寺 | 東海 | 松山   |        | 中部 |      |        |      |        |        |
| 名古屋 | 津     | 善通寺 | 東海 | 高知   |        | 中部 |      |        |      |        |        |

### 終戦時
| 北部   | 旭川   | 旭川 | 東部 | 東京   | 東京   | 中部 | 京都 | 京都   | 西部 | 熊本   | 熊本   |
| 北部   | 旭川   | 札幌 | 東部 | 東京   | 甲府   | 中部 | 京都 | 大津   | 西部 | 熊本   | 大分   |
| 北部   | 旭川   | 函館 | 東部 | 東京   | 横浜   | 中部 | 京都 | 福井   | 西部 | 熊本   | 宮崎   |
| 北部   | 旭川   | 釧路 | 東部 | 東京   | 浦和   | 中部 | 大阪 | 大阪   | 西部 | 熊本   | 鹿児島 |
| 北部   | 旭川   | 豊原 | 東部 | 東京   | 千葉   | 中部 | 大阪 | 奈良   | 西部 | 熊本   | 沖縄   |
| 東北   | 弘前   | 青森 | 東部 | 宇都宮 | 水戸   | 中部 | 大阪 | 和歌山 | 西部 | 久留米 | 福岡   |
| 東北   | 弘前   | 盛岡 | 東部 | 宇都宮 | 宇都宮 | 中部 | 大阪 | 神戸   | 西部 | 久留米 | 佐賀   |
| 東北   | 弘前   | 秋田 | 東部 | 宇都宮 | 前橋   | 中国 | -    | 岡山   | 西部 | 久留米 | 長崎   |
| 東北   | 仙台   | 仙台 | 東部 | 長野   | 新潟   | 中国 | -    | 鳥取   |      |        |        |
| 東北   | 仙台   | 山形 | 東部 | 長野   | 長野   | 中国 | -    | 広島   |      |        |        |
| 東北   | 仙台   | 福島 | 東海 | 金沢   | 金沢   | 中国 | -    | 松江   |      |        |        |
|        |        |      | 東海 | 金沢   | 富山   | 中国 | -    | 山口   |      |        |        |
| 名古屋 | 名古屋 | 四国 | 東海 | -      | 高松   |      |      |        |      |        |        |
| 名古屋 | 岐阜   | 四国 | 東海 | -      | 徳島   |      |      |        |      |        |        |
| 名古屋 | 静岡   | 四国 | 東海 | -      | 松山   |      |      |        |      |        |        |
| 名古屋 | 津     | 四国 | 東海 | -      | 高知   |      |      |        |      |        |        |